# Herbert de Losinga

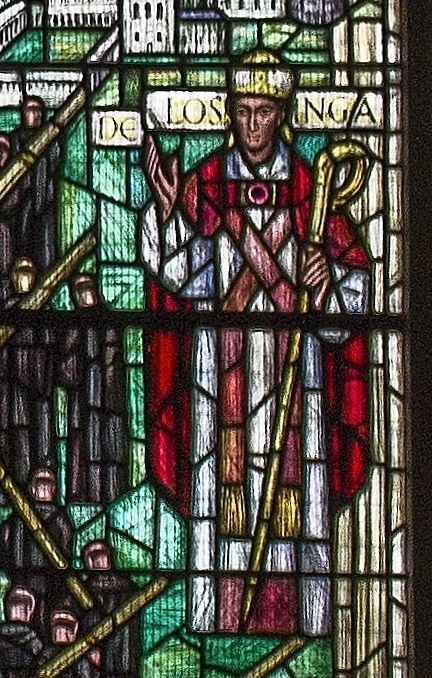
Glas-in-loodraam in de Kathedraal van Norwich

Herbert de Losinga (Argentan, 1054? - 22 juli 1119) was de eerste bisschop van Norwich. Herbert van Losinga was de zoon van Robert de Losinga, die later bisschop van Hereford werd. 
Hij werd geboren in Normandië. Hij werd monnik in Fécamp en later overste. Aan die jeugdjaren had hij goede herinneringen, en later in Norwich paste hij dezelfde huisregels toe als in Fécamp.

In 1087 overleed Willem I de Veroveraar. Zijn oudste zoon Robert Curthose  erfde Normandië en Willem Rufus erfde Engeland. De kerk was in de tijd van Willem I verzwakt, er was slechts één Engelse bisschop over. Willem Rufus ontbood Herbert de Losinga en maakte hem abt van Ramsay, Cambridgeshire. Toen in 1090 een plaats vrijkwam in Thetford, bood hij de koning 1000 pond om om overgeplaatst te worden en zijn vader abt van Winchester te laten worden. In 1991 werd hij bisschop van Thetford. Tussen 1094 en 1096 verhuisde hij het bisdom naar Norwich. Hij bleef bisschop van Norwich tot zijn overlijden in 1119. Hij werd in de kathedraal voor het altaar begraven.
Na gesprekken met Anselm, de aartsbisschop van Canterbury, voelde hij zich schuldig dat hij zijn overplaatsing naar Thetford had 'gekocht'. Hij vertrok naar Rome om bij de paus om vergeving te vragen. Na terugkeer liet hij de kathedraal in Norwich bouwen, waarvan hij zelf in 1096 de eerste steen legde. De Losinga was ook verantwoordelijk voor de bouw van de St Margaret's Church (1101) in King's Lynn, de Church of St Nicholas in Great Yarmouth en de school in Norwich. 